# AVA DoBro
L'AVA DoBro è un grattacielo residenziale situato a Brooklyn, di cui ne è stato l'edificio più alto dalla sua inaugurazione, fino a quando è stato realizzato il The Hub nel 2017 che ne ha rilevato il primato. L'altezza misura 182 metri e conta 826 appartamenti.